# Feylinia polylepis
Espèce
Feylinia polylepis est une espèce de sauriens de la famille des Scincidae.

## Répartition
Cette espèce est endémique de l'île de Principe à Sao Tomé-et-Principe.

## Publication originale
- Bocage, 1887 : Zoologia Melanges erpetologiques. I. Reptiles et Batraciens du Congo. V. Reptiles et Batraciens de Quissange, Benguella, envoyes par M. J. d'Anchieta. Jornal de sciencias mathematicas, physicas e naturaes / Academia Real das Sciencias de Lisboa, vol. 11, p. 177-211 (texte intégral).